# Sèpids
|  | No s'ha de confondre amb Sèpides. |

Els sèpids (Sepiidae) són una família de mol·luscs cefalòpodes de l'ordre Sepiida.

## Classificació
- Família Sepiidae
  - Gènere Metasepia
    - Metasepia pfefferi
    - Metasepia tullbergi

  - Gènere Sepia
    - Subgènere indetermintat
      - ? Sepia bartletti
      - ? Sepia baxteri *
      - ? Sepia dannevigi *
      - ? Sepia elliptica
      - Sepia filibrachia
      - Sepia mira
      - Sepia plana
      - Sepia senta
      - Sepia subplana
      - ? Sepia whitleyana

    - Subgènere Acanthosepion
      - Sepia aculeata
      - Sepia brevimana
      - Sepia esculenta
      - Sepia lycidas
      - Sepia prashadi
      - Sepia recurvirostra
      - Sepia savignyi
      - Sepia smithi
      - Sepia stellifera
      - Sepia thurstoni
      - Sepia vecchioni
      - Sepia zanzibarica

    - Subgènere Anomalosepia
      - Sepia australis
      - Sepia omani
      - Sepia sulcata

    - Subgènere Doratosepion
      - Sepia adami
      - Sepia andreana
      - Sepia appellofi
      - Sepia arabica
      - Sepia aureomaculata
      - Sepia bathyalis
      - Sepia bidhaia
      - Sepia braggi
      - Sepia burnupi
      - Sepia carinata
      - Sepia confusa
      - Sepia cottoni
      - Sepia elongata
      - Sepia erostrata
      - Sepia foliopeza
      - Sepia incerta
      - Sepia ivanovi
      - Sepia joubini
      - Sepia kiensis *
      - Sepia kobiensis
      - Sepia koilados
      - Sepia limata
      - Sepia longipes
      - Sepia lorigera
      - Sepia mascarensis
      - Sepia mirabilis
      - Sepia murrayi
      - Sepia pardex
      - Sepia peterseni
      - Sepia rhoda
      - Sepia saya
      - Sepia sewelli
      - Sepia sokotriensis
      - Sepia subtenuipes
      - Sepia tala
      - Sepia tanybracheia
      - Sepia tenuipes
      - Sepia tokioensis
      - Sepia trygonina
      - Sepia vercoi
      - Sepia vietnamica

    - Subgènere Hemisepius
      - Sepia dubia
      - Sepia faurei
      - Sepia pulchra
      - Sepia robsoni
      - Sepia typica

    - Subgènere Rhombosepion
      - Sepia acuminata
      - Sepia cultrata
      - Sepia elegans
      - Sepia hedleyi
      - Sepia hieronis
      - Sepia madokai
      - ? Sepia opipara
      - Sepia orbignyana
      - Sepia reesi
      - Sepia rex
      - Sepia vossi

    - Subgènere Sepia
      - Sepia angulata *
      - Sepia apama
      - Sepia bandensis
      - Sepia bertheloti
      - Sepia chirotrema
      - Sepia dollfusi
      - Sepia elobyana
      - Sepia gibba
      - Sepia hierredda
      - Sepia insignis
      - Sepia irvingi
      - Sepia latimanus
      - Sepia mestus
      - Sepia novaehollandiae
      - Sepia officinalis
      - Sepia papillata
      - Sepia papuensis
      - Sepia pharaonis
      - Sepia plangon
      - Sepia plathyconchalis
      - Sepia ramani
      - Sepia rozella
      - Sepia simoniana
      - Sepia tuberculata
      - Sepia vermiculata

    - Gènere Sepiella
      - Sepiella cyanea
      - Sepiella inermis
      - Sepiella japonica
      - Sepiella mangkangunga
      - Sepiella ocellata
      - Sepiella ornata
      - Sepiella weberi